# محاكمة القرد
محاكمة القرد أو محاكمة سكوبس، التي تُعرف رسمياً بمحاكمة ولاية تينيسي ضد جون توماس سكوبس، كانت قضية قانونية أمريكية مشهورة حدثت عام 1925، وفيها اتهم مدرس مدرسة، جون سكوبس، بانتهاك قانون بتلر لولاية تينيسي، والذي نص على أنَّه من غير القانوني تعليم التطور في أي مدرسة ممولة من الولاية. وقد تم تنظيم المحاكة عن عمد بشكل يجذب العلنية إلى قرية دايتون الصغيرة في تينيسي. سكوبس لم يكن متأكداً ما إذا كان قد قام بتعليم التطور فعلاً، ولكنه جرَّم نفسه عمداً حتى يكون هناك مدافع عن القضية.